# Kolstad Arena
Die Kolstad Arena ist eine Mehrzweckhalle im Trondheimer Stadtteil Saupstad in Norwegen. Sie ist die Heimstätte der Handballabteilungen von Kolstad IL und Byåsen IL, wenn weniger Zuschauer erwartet werden.
Die Arena ist Bestandteil des im August 2018 eröffneten Schulgebäudes der weiterführenden Heimdal videregående skole, die die Halle für Schulsport oder -veranstaltungen benutzt. Die Tribünen sind rückbaubar, damit z. B. Messen, Konferenzen oder Konzerte stattfinden können. Weiter gibt es eine 220 m lange Laufbahn, ein Fitnessstudio und einen Veranstaltungsraum mit 350 Sitzplätzen, einen Tanzsaal sowie einen Kiosk.